# Thule (bier)
Thule is een IJslandse pils. Het bier wordt gebrouwen in Brouwerij Víking Ölgerð (Vífilfell) te Akureyri en is een van de meest populaire bieren in IJsland. Het is een blond bier met een alcoholpercentage van 5%. De naam is afgeleid van Ultima Thule een oude benaming van 'het uiterste Noorden' wat mogelijk op IJsland kan slaan.